# Golobrad
Golobrad (bulgariska: Голобрад) är ett distrikt i Bulgarien.   Det ligger i kommunen Obsjtina Ardino och regionen Kărdzjali, i den södra delen av landet, 190 km sydost om huvudstaden Sofia.